# Benét Monteiro
Benét Monteiro (* 1985 in Rio de Janeiro) ist ein brasilianischer Musicaldarsteller.

## Leben und Karriere
Benét Monteiro wurde 1985 in Rio de Janeiro geboren und ist dort aufgewachsen. Er absolvierte sein Studium an der ETMB Musical Theater School of Brasilia. In Brasilien spielte Monteiro seine ersten Musicalrollen in Hairspray in Rio de Janeiro und als Jack in Into the Woods in São Paulo. Anschließend war er auf diversen Aida-Kreuzfahrtschiffen in den unterschiedlichsten Shows zu sehen.
In Deutschland war Monteiro als Zweitbesetzung Simba in Disneys Der König der Löwen in Hamburg und als Zweitbesetzung Eddie bei der Tour Sister Act auf der Bühne. Auch in Kinky Boots, Bat Out of Hell sowie Mamma Mia! war er zu sehen. Von September 2021 bis Juli 2022 verkörperte Monteiro die Rolle des Kristoff in Die Eiskönigin – Das Musical. Anschließend war er in der Deutschlandpremiere von Hamilton als Alexander Hamilton  zu sehen.
Von März bis August 2024 spielte Monteiro im Musical Hercules in der Neue Flora Hamburg die titelgebende Hauptrolle. Seit Dezember 2024 verkörpert Monteiro die Titelrolle des Michael Jackson im Jukebox-Musical MJ – Das Michael Jackson Musical im Stage Theater an der Elbe in Hamburg.
2021 erschien unter seinem Künstlernamen Angeluz seine Debüt-EP mit der Single Can We Go On.

## Rollen (Auswahl)
- Der König der Löwen als Cover Simba, Theater im Hafen, Hamburg
- 10/2016–07/2017: Sister Act als Zweitbesetzung Eddie, Tour
- 12/2017–09/2018: Kinky Boots als alternierende Lola und Swing, Operettenhaus, Hamburg
- 11/2018–09/2019: Bat Out of Hell als Jagwire, Metronom Theater, Oberhausen
- 09/2019–03/2020: Mamma Mia! als Sky, Theater des Westens, Berlin
- 11/2021–07/2022: Die Eiskönigin – Das Musical als Kristoff, Theater an der Elbe, Hamburg
- 10/2022–10/2023: Hamilton als Alexander Hamilton, Operettenhaus, Hamburg
- 03/2024–08/2024: Hercules als Hercules, Neue Flora, Hamburg
- 12/2024–: MJ – Das Michael Jackson Musical als Michael Jackson, Stage Theater an der Elbe, Hamburg